# James Grayman
James Grayman, född 11 oktober 1985, är en antiguansk och barbudansk friidrottare. Han deltog vid olympiska sommarspelen 2008.